# Мелчхи
Мелчхи (рос. Мелчхи) — село у Гудермеському районі Чечні Російської Федерації.
Населення становить 3469 осіб (2019). Входить до складу муніципального утворення Мелчхинське сільське поселення.

## Історія
Згідно із законом від 27 лютого 2009 року органом місцевого самоврядування є Мелчхинське сільське поселення.

## Населення
| 1990  | 2002  | 2010  | 2012  | 2013  | 2014  | 2015  |
| ----- | ----- | ----- | ----- | ----- | ----- | ----- |
| 1674  | ↗2234 | ↗2859 | ↗3001 | ↗3056 | ↗3139 | ↗3211 |
| 2016  | 2017  | 2018  | 2019  |       |       |       |
| ↗3289 | ↗3356 | ↗3396 | ↗3469 |       |       |       |